# 縣綜合運動場站

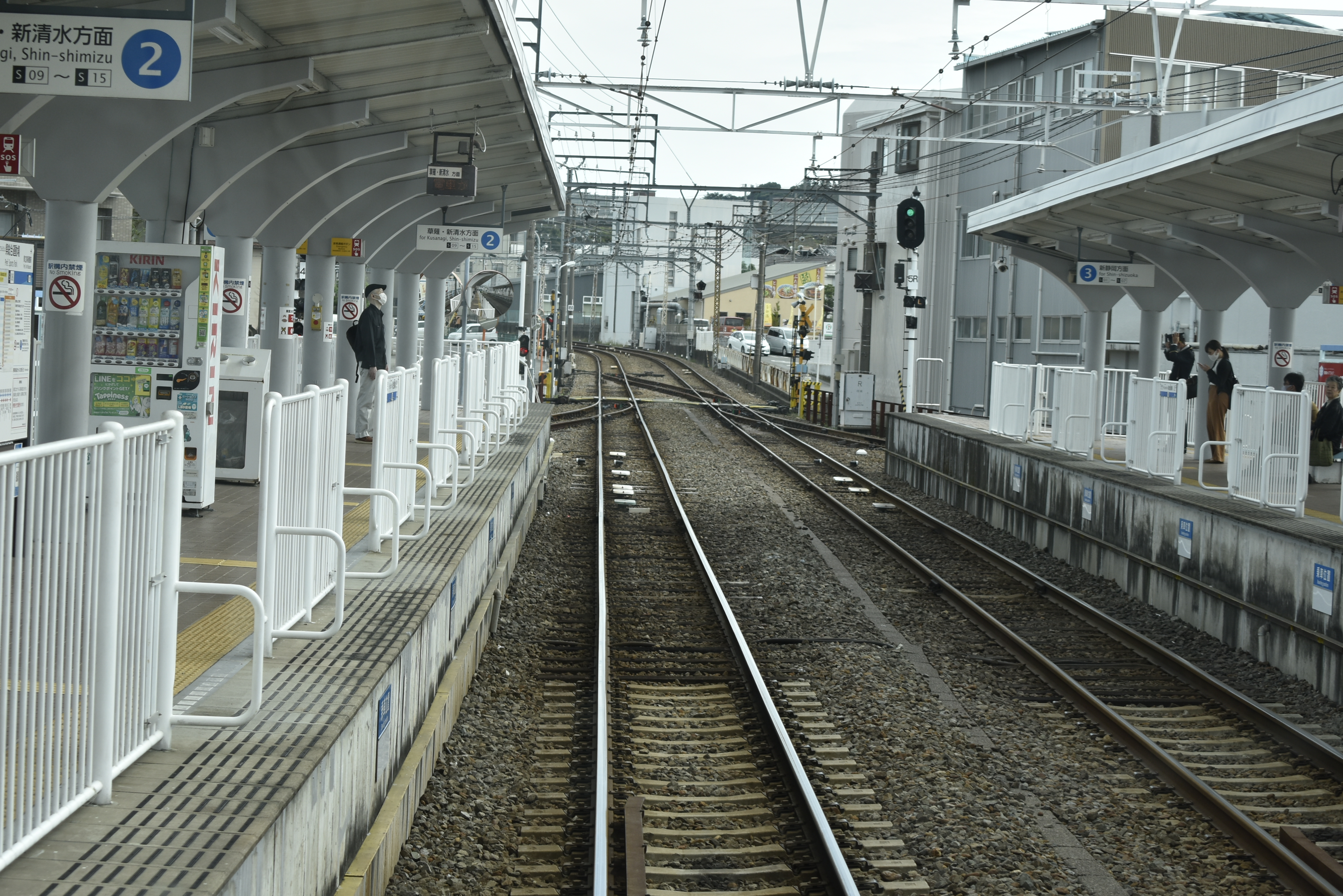
月台（2020年10月）

縣綜合運動場站（日语：／ Kensōgoūndōzyou eki */?）是位於靜岡縣靜岡市駿河區，屬於靜岡鐵道的靜岡清水線車站。車站編號為S08。

## 歷史
- 1908年（明治41年）12月9日：「運動場前站」車站啟用。
- 1991年（平成3年）11月1日：車站改名為「縣綜合運動場站」。
  - 在舉行全國高校綜體的契機下把車站翻新，同時把車站改名。
- 2011年（平成23年）10月1日：站名牌與列車內的路線資訊英文標記改為"Pref.Sports Park"。同時實施時間表修正，平日早上加設行走於新靜岡至縣綜合運動場前之間的區間列車（各站停車，在10月3日開始服務）。

## 車站構造
本站是地面車站，設有2面4線的島式月台。此站為靜岡清水線上唯一上下行線可進行待避雨追越的車站。在2011年時間表修正起，下行急行列車停靠此站（上行通勤急行列車通過此站）。在平日早上設有區間列車行走於縣綜合運動場站至新靜岡站之間。以此站為終點站的下行普通列車可接駁急行列車。平日早上從新清水出發的部分普通列車需要在此站待避通勤急行列車。
此站設有2處驗票閘口，分別可前往車站南邊的栗原（草薙綜合運動場方向）和車站北邊的國吉田三丁目（國立印刷局靜岡工場方向）。而各月台與驗票閘口之間透過行人隧道連接。
由於靜岡清水線古庄站至縣綜合運動場站之間設有3座鐵橋，因此這段路軌需要建設在路堤上（鐵橋跨過國道1號、大谷川防洪道和JR東海道本線、東海道新幹線和靜岡貨物站），而本站則是位於高架橋與地面路段之間。
2號月台（下行新清水方向）和3號月台（上行新靜岡方向）為本線，1號月台和4號月台為待避線。在待避線停靠列車中，包括行走於新靜岡站至縣綜合運動場站之間的區間定期列車，以及新清水站於平日6時31分和44分出發的兩班列車（上述2班列車使用4號月台，以等待通勤急行通過）。在草薙球場和綜合運動場舉行活動時，待避線會有列車待候乘客，該列車會行走臨時班次。
在車站靠近新清水一方設有單向渡線，作為緊急時使用。在2011年10月1日實施時間表修正後，平日早上設有行走於新靜岡與此站的班次會使用渡線。但新清水一方沒有引上線設備，在1號與2號月台停站後，列車會繼續往新清水前進，直至越過栗原2號平交道後於下行本線上的停止位置目標停站，隨後列車便折返並通過渡線進行3號或4號月台。

### 月台
| 月台 | 路線        | 上下行 | 方向             |
| ---- | ----------- | ------ | ---------------- |
| 1、2 | ●靜岡清水線 | 下行   | 草薙、新清水方向 |
| 3、4 | ●靜岡清水線 | 上行   | 長沼、新靜岡方向 |

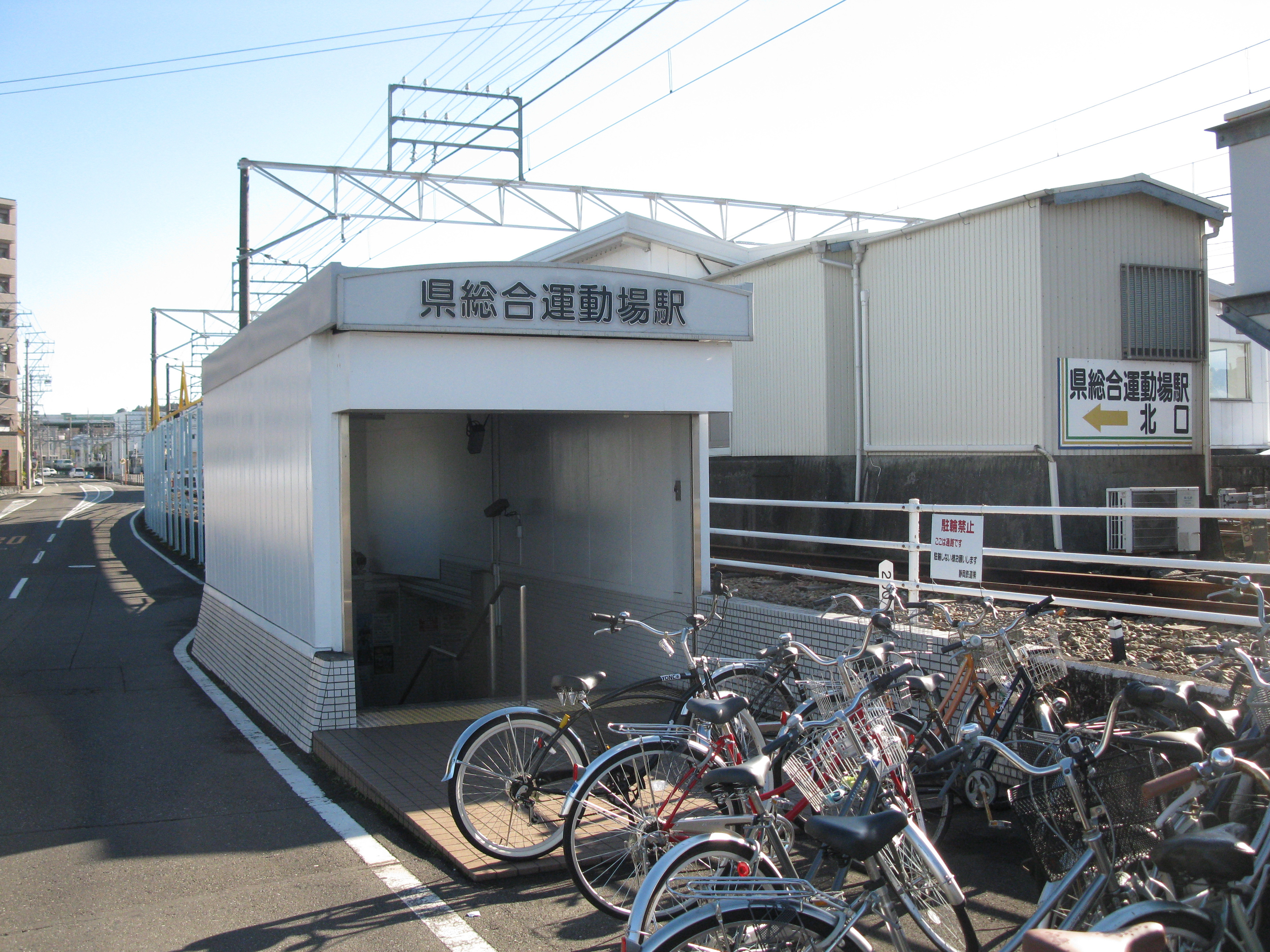
國立印刷局靜岡工場方向（2010年12月）
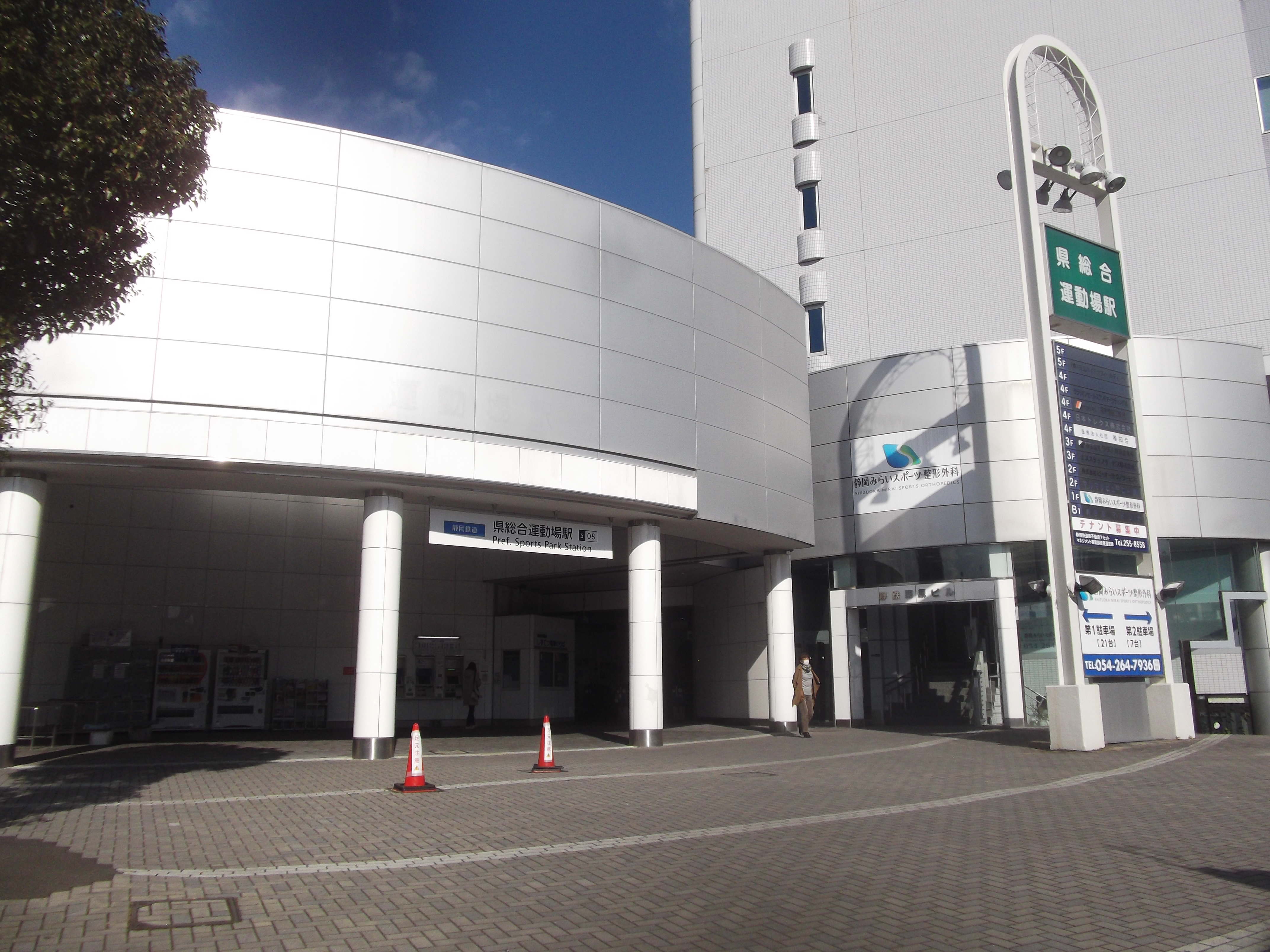
草薙綜合運動場方向的入口（2017年1月）
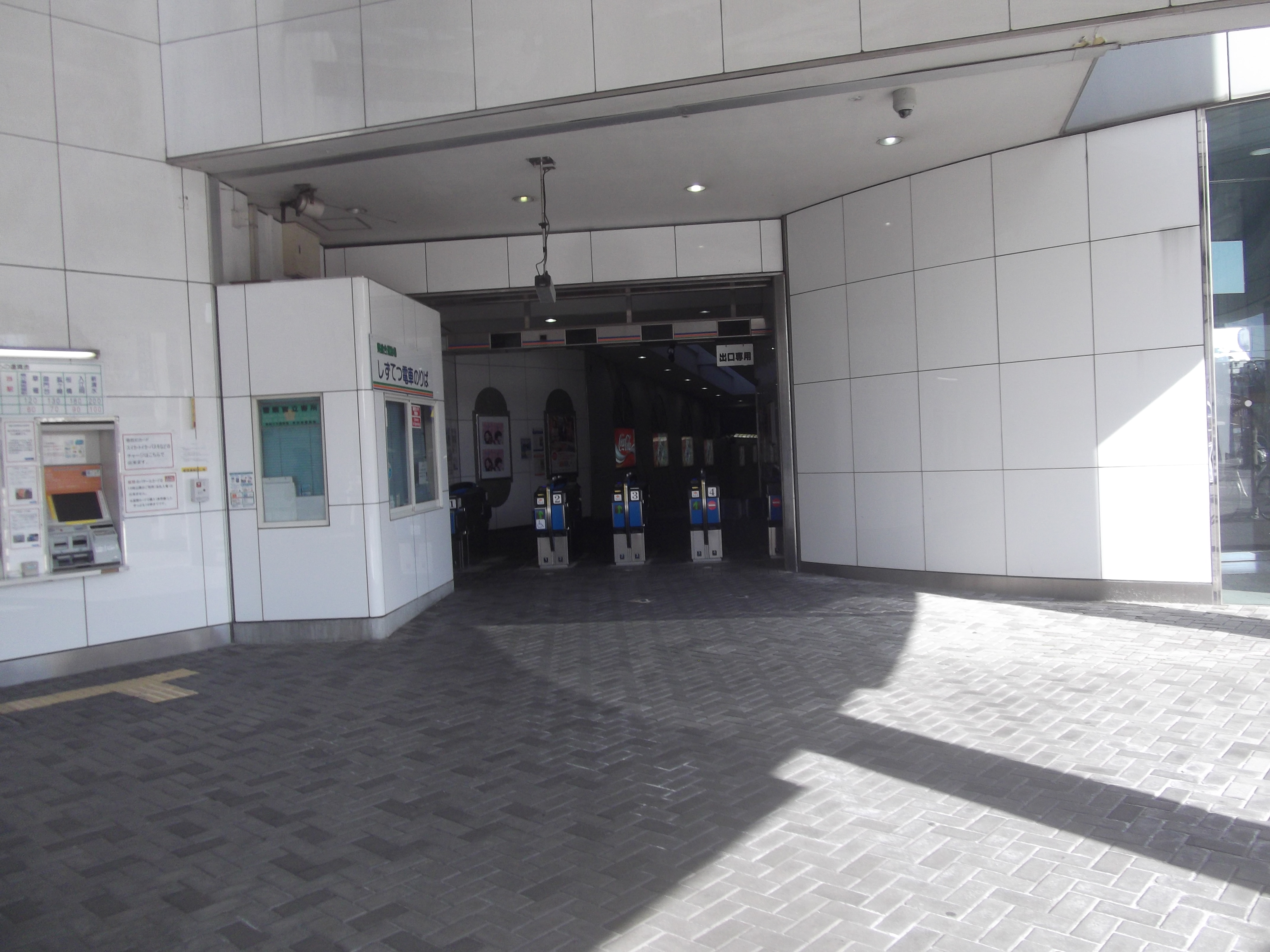
行人隧道（2017年1月）

## 使用狀況
根據「靜岡市統計書」，2018年度一日平均乘車人次為1,847人，下車人次為1,821人。以上落人次比較，於靜岡清水線15座車站中排名第7。以下為近年上落人次列表：
| 年度               | 1日平均上落人次 | 1日平均上落人次 | 1日平均上落人次 |
| 年度               | 上車人次        | 落車人次        | 合計            |
| ------------------ | --------------- | --------------- | --------------- |
| 2002年（平成14年） | 1,416           | 1,890           | 3,306           |
| 2003年（平成15年） | 1,478           | 1,970           | 3,448           |
| 2004年（平成16年） | 1,423           | 1,973           | 3,396           |
| 2005年（平成17年） | 1,783           | 1,731           | 3,514           |
| 2006年（平成18年） | 1,387           | 1,936           | 3,323           |
| 2007年（平成19年） | 1,373           | 1,884           | 3,257           |
| 2008年（平成20年） | 1,716           | 1,660           | 3,376           |
| 2009年（平成21年） | 1,560           | 1,503           | 3,063           |
| 2010年（平成22年） | 1,291           | 1,527           | 2,818           |
| 2011年（平成23年） | 1,261           | 1,526           | 2,787           |
| 2012年（平成24年） | 1,285           | 1,602           | 2,887           |
| 2013年（平成25年） | 1,477           | 1,534           | 3,011           |
| 2014年（平成26年） | 1,531           | 1,561           | 3,092           |
| 2015年（平成27年） | 1,660           | 1,641           | 3,301           |
| 2016年（平成28年） | 1,701           | 1,700           | 3,401           |
| 2017年（平成29年） | 1,793           | 1,792           | 3,585           |
| 2018年（平成30年） | 1,847           | 1,821           | 3,668           |

## 車站周邊
- 靜岡栗原郵局
- 靜岡縣草薙綜合運動場（日语：静岡県草薙総合運動場）
  - 靜岡縣草薙綜合運動場陸上競技場（日语：静岡県草薙総合運動場陸上競技場）
  - 靜岡縣草薙綜合運動場硬地棒球場（日语：静岡県草薙総合運動場硬式野球場）
  - 靜岡縣草薙綜合運動場體育館（日语：静岡県草薙総合運動場体育館）
- 靜岡電視台
- 國立印刷局靜岡工場（舊：大藏省印刷局靜岡工場）
- Chanson化妝品（日语：シャンソン化粧品）總部
- 日本標籤印刷總部
- 家電Sumairu館YAMADA靜岡國吉田店
- 小島（日语：コジマ）×Bic Camera靜岡店

## 其他
- Pasar卡（日语：パサールカード）中，此站會以「運動」表示。
- 此站是靜岡清水線中唯一駿河區車站。

## 相鄰車站
靜岡鐵道
 S  靜岡清水線
■通勤急行
通過
■急行
新靜岡（S01）→縣綜合運動場（S08）→草薙（S10）
■普通
古庄（S07）－縣綜合運動場（S08）－縣立美術館前（S09）

## 注腳
1. 1 2  月台方向表示採用靜鐵官方網站中此站的「時間表」為準
2. ↑  静岡市統計書 （页面存档备份，存于）（日語） - 靜岡市

## 外部連結
- 時間表、沿線資訊 - 縣綜合運動場站 （页面存档备份，存于）（日語） - 靜鐵集團